# 연악: 나의 운명
《연악: 나의 운명》은 2023년에 개봉한 대한민국의 영화이다.

## 캐스팅

### 주연
- 정욱 : 박연 역
- 송민경 : 백아 역
- 이영욱 : 비름 역
- 손건우 : 세종 역
- 박근수 : 신상 역

### 조연
- 안솔지 : 연화 역
- 강신혜 : 수아 역
- 서문경 : 이보배 역
- 곽은태 : 맹사성 역
- 김태리 : 송씨부인 역
- 김규비 : 봉선 역

### 그 외 출연진
- 조주현 : 상선(내관) 역
- 윤배영 : 춘광 역
- 이규백 : 괴한 역
- 이제신 : 부인 역
- 신원균 : 대감 역